# University of Louisville

Das Logo der Universität

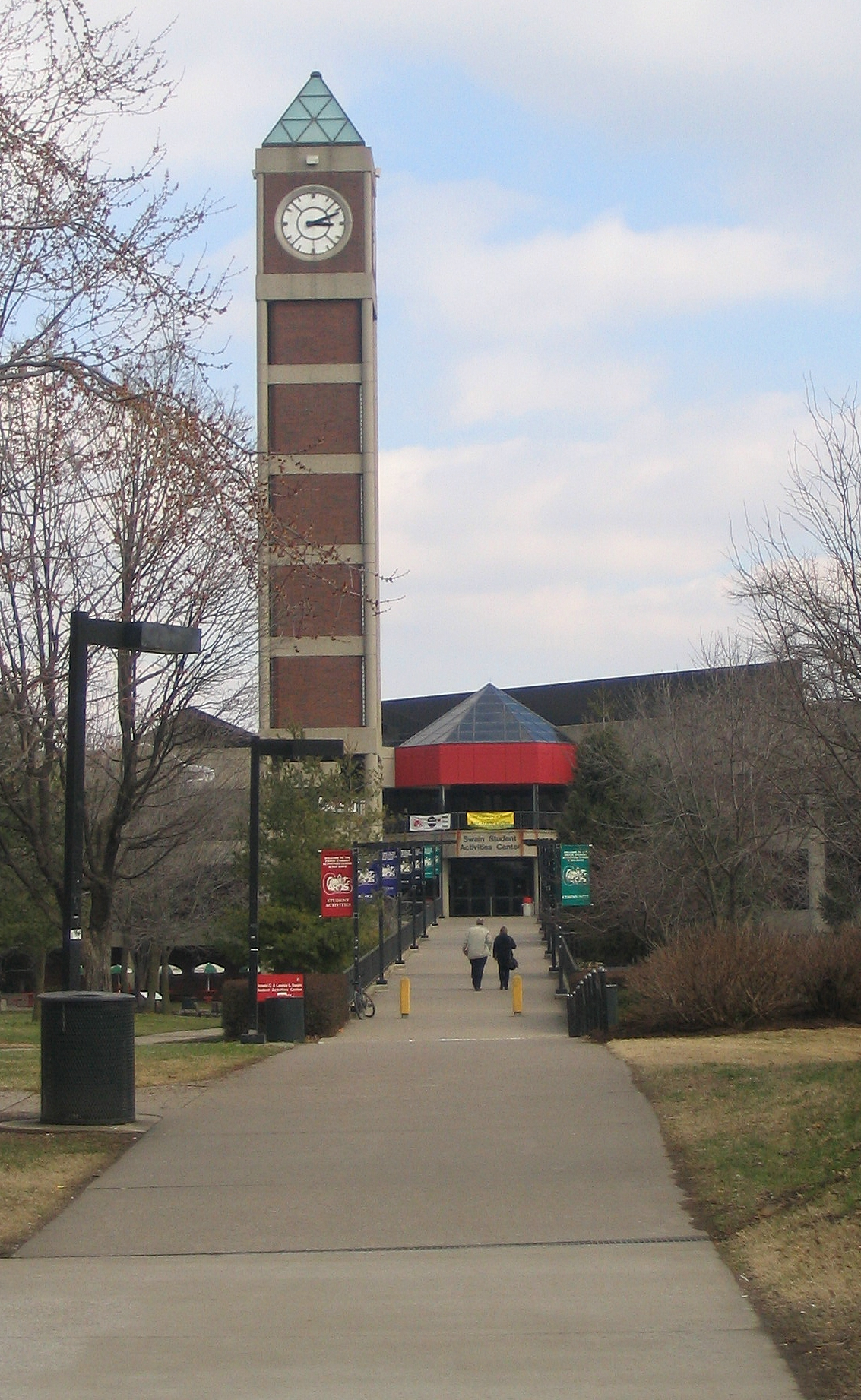
Der U of L Uhrenturm

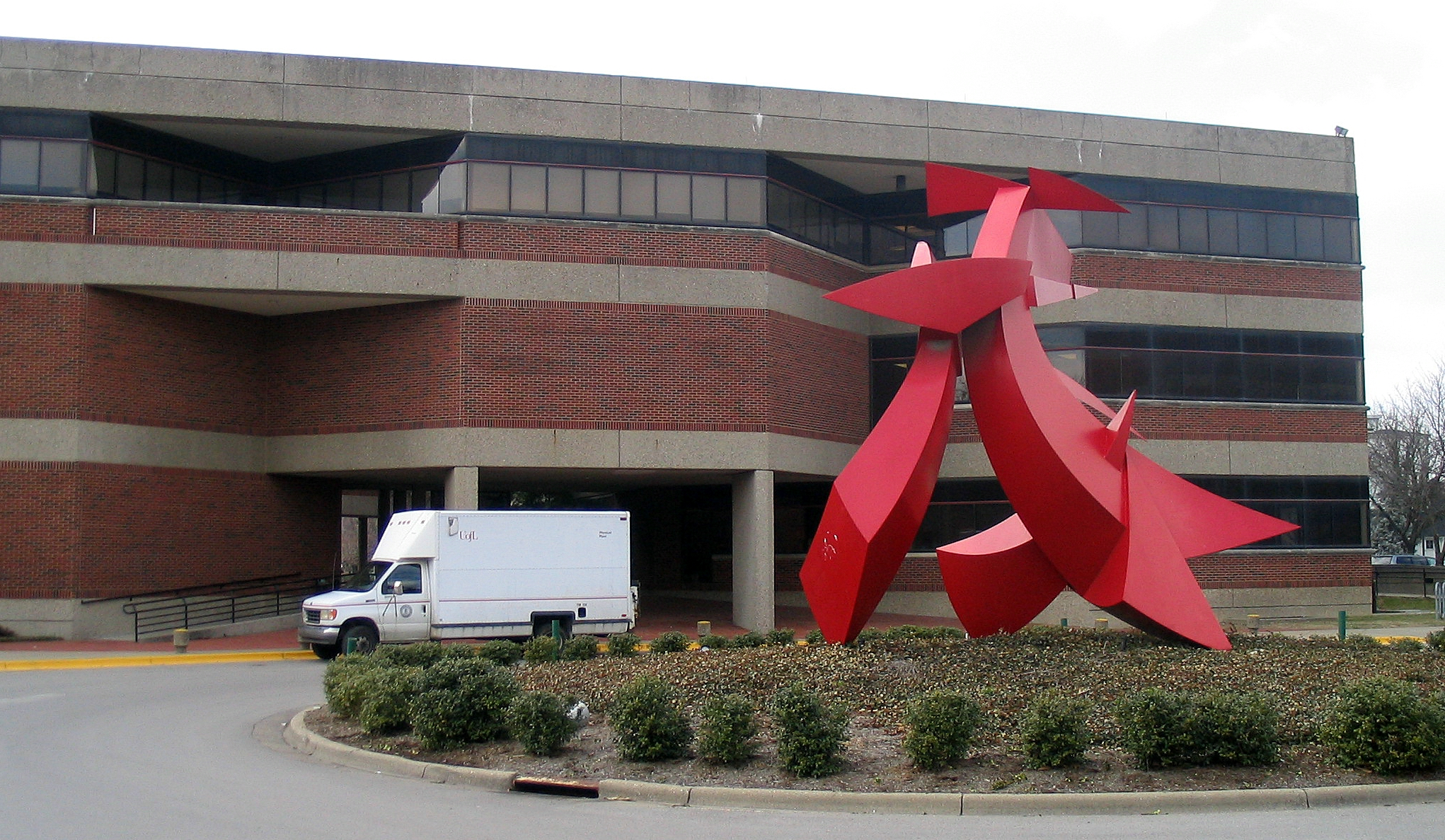
Die U of L Business School

Die University of Louisville (auch U of L genannt) ist eine staatliche Universität in Louisville im US-Bundesstaat Kentucky. 1798 gegründet, sind heute an der University of Louisville 20.605 Studenten eingeschrieben.

## Historie
Am 3. April 1798 erklärten acht Männer ihre Absicht, das Jefferson Seminary in Louisville zu gründen. Dafür riefen sie ihre Mitbürger auf, sich ihrem Vorhaben anzuschließen und Gelder für Land, Gebäude und Lehrer bereitzustellen. Kurze Zeit, nachdem weitere Bildungseinrichtungen in dem neuen Bundesstaat Kentucky gegründet wurden, markierte dieses Ereignis den Beginn eines neuen Bildungsniveaus für die junge Bevölkerung der Grenzstadt. Gegen Ende des 18. Jahrhunderts begannen die Louisvillianer die ersten Schritte eines langwierigen Prozesses einzuleiten, aus dem die moderne Universität Louisville des 21. Jahrhunderts hervorgegangen ist.
Das Jefferson Seminary hatte zu Beginn große Problem und konnte aufgrund dessen erst im Herbst 1823 geöffnet werden, wurde allerdings wenige Jahre später, 1829 wieder geschlossen. Im Jahr 1837 wurden das Louisville Medical Institut (LMI) sowie das Louisville-Collegiate-Institut eröffnet. Kurze Zeit später, 1840, entschlossen sich die Verantwortlichen dazu, das LCI zum Louisville College umzubenennen und erbten 1844 Teile des Vermögens des Jefferson Seminary. Trotz der finanziellen Stabilität und massiven Einschreibungen am LMI, hatte das Louisville College Schwierigkeiten geöffnet zu bleiben. 1846 wurde dann die Zusammenlegung der medizinischen Fakultät, der neugegründeten juristischen Fakultät und dem Louisville College beschlossen, woraus sich die University of Louisville ergab. Obwohl es ein gemeinsames Kuratorium gab, behielt jede Fakultät ihre finanzielle Autonomie.
Während des 19. Jahrhunderts waren die meisten Professoren der medizinischen und juristischen Fakultät lokale Ärzte und Juristen, welche das Lehren als Teilzeitjob ansahen. In den 1880er und 1890er verspürte die Universität den Druck nach einer Bildungsreform, welche es vorsah, die nationalen Standards einer akademischen Ausbildung einzuführen, sowie Vollzeitangestellte in allen Fakultäten zu etablieren. Eine reformierte und lebendige Universität belebte 1907 ihre Kunst-Hochschule (liberal arts college) wieder, welche in der zweiten Hälfte des Jahrhunderts fast in Vergessenheit geriet.
In den kommenden Jahren wurden schließlich diverse neue Programme an der Universität begrüßt – die School of Dentistry (1918), die Speed Scientific School (1925), das University College (1928–1982), das Louisville Municipal College for Negroes (1931–1951), die School of Music (1932) und die Kent School of Social Work (1936).
Durch die Erweiterung akademischer Programme und der Einhaltung höherer Bildungsstandards, wurden, noch vor dem Eintritt Amerikas in den Ersten Weltkrieg, hauptamtliche Administratoren ernannt. Die Nachkriegszeit des Zweiten Weltkriegs brachte große Veränderungen mit sich. So wurde durch eine politische Bewegung das rein-afroamerikanische Louisville Municipal College geschlossen und die Rassentrennung an der Universität Louisville aufgehoben. Die wohl schwierigste Entwicklung in der Nachkriegszeit war die Abwanderung der Bürger aus der Stadt in die umliegenden Vororte. Da die Universität kommunal finanziert wurde, löste dies einen großen finanziellen Schaden aus. Im Jahr 1965 schlugen die Berater rund um den Bürgermeister vor, dass die Universität dem staatlichen Hochschulsystem beitreten solle, was schlussendlich 1970 durchgesetzt wurde.
In den späten 1960er wurden unter anderem weitere Fakultäten wie die School of Education (1968), die School of Justice Administration (1969), die School of Nursing (1979), sowie das College of Urban and Public Affairs (1983) eröffnet. Die Letztere wurde im Jahr 1992 geschlossen und die Funktionen sowie Inhalte auf die anderen Fakultäten verteilt. Im Jahr 2001 wurde dann die School of Education zum College of Education and Human Development umbenannt. Kurze Zeit später, 2003 wurde auch die Speed Scientific School zur Speed School of Engineering umbenannt.

## Organisationale Gliederung
- Ingenieurwissenschaften (J. B. Speed School of Engineering) (1925)
- Künste und Wissenschaften (1907)
- Medizin (1837)
- Musik (1932)
- Öffentliche Gesundheit und Informationswissenschaften (1968)
- Pädagogik und Human Development (1968)
- Pflege (1979)
- Rechtswissenschaften (Louis D. Brandeis School of Law) (1846)
- Sozialarbeit (Kent School of Social Work) (1936)
- Wirtschaftswissenschaften (1953)
- Zahnmedizin (1887)
- Graduate School (1918)

## Sport
Die Sportteams der U of L sind die Cardinals. Die Hochschule ist seit 2014 Mitglied in der Atlantic Coast Conference.
Neben dem akademischen Erfolg, den die Universität erzielen konnte, feierte auch das Sportprogramm nationale Erfolge. Zwei NCAA Division I Basketball-Meisterschaften der Männer in den 1980er Jahren unter der Leitung des Hall of Famer Coaches Denny Crum, einem wettbewerbsfähigen Football-Team, einem neuen Stadion und einem erfolgreichen Frauen-Basketball- und Volleyballteams, führten zu nationaler Anerkennung.
Im Jahr 2005, unter dem ehemaligen Trainer Rick Pitino, erreichte das Männer-Basketballteam der Cardinals das Halbfinale der NCAA-Meisterschaft. Im selben Jahr beendete das Footballteam unter Trainer Bobby Petrino die Saison, nach ihrem Auftritt im Gator Bowl, auf Platz 19 der nationalen Rangliste.
Den vorübergehenden Höhepunkt der sportlichen Erfolge feierte die Universität im Jahr 2013, dem sogenannten „Year of the Cardinal“ (Jahr der Cardinals). In diesem Jahr schaffte es die University of Louisville als erste Universität im gleichen Jahr, die College World Series (Baseball) zu erreichen, ein Spiel der Bowl Championship Series (American Football) zu gewinnen sowie mit Männer- und Frauenbasketballteams das Halbfinale der nationalen Meisterschaften zu erreichen.

## Bekannte Professoren
- Jamey Aebersold (* 1939), Jazz-Saxophonist
- Justus Bier (1899–1990), deutscher Kunsthistoriker
- Paul Cameron (* 1939), Psychologe
- Wendell Cherry (1935–1991), Rechtsanwalt, Unternehmer, Kunstsammler und Mäzen
- Milton Diamond (1934–2024), Anatom und Reproduktionsbiologe
- James Guthrie (1792–1869), Politiker und Finanzminister, zuvor Präsident der University of Louisville
- Joachim Häcker (* 1968), Professor für Corporate Finance
- Richard Hamming (1915–1998), Mathematiker, Turingpreisträger
- Harold Earl Kleinert (1921–2013), Handchirurg
- Justin A. McCarthy (* 1945), Geschichtswissenschaftler und Demograf
- George Perle (1915–2009), Komponist und Musiktheoretiker
- James Speed (1812–1887), Jurist, Politiker und Justizminister
- John Wilkinson Taylor (1906–2001), Generaldirektor der UNESCO, zuvor von 1947 bis 1950 Präsident der University of Louisville

## Berühmte Absolventen
- David Akers (* 1974), Footballspieler
- Bruce Armstrong (* 1965), Footballspieler
- Matt Battaglia (* 1965), Schauspieler
- Deion Branch (* 1979), Footballspieler
- Teddy Bridgewater (* 1992), Footballspieler
- William Marshall Bullitt (1873–1957), Jurist und United States Solicitor General
- Jack Cady (1932–2004), Autor
- Norman Jay Colman (1827–1911), Politiker, Landwirtschaftsminister
- Jessica Dawley (* 1983), Pokerspielerin
- William Joseph Deboe (1849–1927), Politiker, Senator
- Gorgui Dieng (* 1990), Basketballspieler
- James B. Edwards (1927–2014), Politiker, ehemaliger Gouverneur von South Carolina
- Pervis Ellison (* 1967), Basketballspieler
- Francisco García (* 1981), Basketballspieler
- Joey Goebel (* 1980), Romanautor
- Darrell Griffith (* 1958), Basketballspieler
- William Nicholas Hailmann, Pädagoge und Begründer der Kindergärten in den USA
- James M. Hanks (1833–1909), Politiker, Congressman
- Montrezl Harrell (* 1994), Basketballspieler
- Klaus Hinrich Heberle (1931–1998), Philosoph und Politikwissenschaftler
- Joe Jacoby (* 1959), Footballspieler
- Lamar Jackson (* 1997), Footballspieler
- Michael C. Kerr (1827–1876), Politiker, Sprecher des Repräsentantenhauses
- Wesley Korir (* 1982), kenianischer Marathonläufer und Politiker
- William L. Kruer (* 1942), Physiker
- Delfeayo Marsalis (* 1965), Jazzposaunist und Musikproduzent
- Mitch McConnell (* 1942), Politiker, Senator
- Angel McCoughtry (* 1986), Basketballspielerin
- Frank Minnifield (* 1960), Footballspieler
- Tom Mintier, Journalist
- Donovan Mitchell (* 1996), Basketballspieler
- Eli Houston Murray (1843–1896), Politiker
- Diane Sawyer (* 1945), TV-Journalistin und -Moderatorin
- Shoni Schimmel (* 1992), Basketballspielerin
- Gary Sullivan (* 1960), Software-Entwickler
- Henry Hubert Turner (1892–1970), Mediziner und Beschreiber des Turner-Syndroms
- Johnny Unitas (1933–2002), Footballspieler